# Т-411 (тральщик, 1937)
«Т-411», «Защитник», «БТЩ-411» — базовый тральщик проекта 53 типа «Фугас» Черноморского флота СССР, построен в Севастополе на Севморзаводе. Участвовал в Великой Отечественной войне. Принимал участие в Обороне Севастополя, Керченско-Феодосийской десантной операции, Битве за Кавказ. Гвардейский корабль. Торпедирован 15 мая 1943 года немецкой подлодкой «U-24» и затонул в 20 милях к западу от сухумского маяка.

## Создание и постройка
Тактико-техническое задание на проект базового тральщика проекта 3 типа «Фугас» было утверждено в 1930 году. Эскизный проект был готов в 1931 году, технический — в 1932 году. Главным конструктором корабля был Г. М. Вераксо. Со стороны Военно-Морского Флота в создание проекта 3 и его модификаций большой вклад внесли В. С. Авдеев, А. Т. Ильичев, И. С. Савицкий. Постройка серии тральщиков была начата на Севастопольском морском заводе № 201 в 1932 году, в 1934 году к строительству дополнительно был привлечён Судостроительный завод имени А. А. Жданова в Ленинграде. Первые корабли проекта 3 вошли в состав флота в 1937 году. Четыре тральщика были включены в состав Балтийского флота и столько же в состав Черноморского флота.
Технические решения, принятые на кораблях проекта 3 были значительным шагом вперёд по сравнению с кораблями этого класса времен Первой мировой войны. Проект 3 послужил прототипом для совершенствования проектов 53, 53У и 58, которые вышли в значительно больших сериях. На тральщики этих проектов возлагались следующие задачи: разведка, контроль и траление фарватеров и минных полей; проводка отдельных кораблей и караванов за тралами; постановка минных полей и борьба с подводными лодками.
Тральщик «Защитник» проекта 53 типа «Фугас» был заложен в Севастополе на Севастопольском морском заводе 25.12.1936 года (заводской № 177), спущен на воду 31.07.1937 года. Сдан 20.08.1938 года, поднял флаг ВМФ 25.07.1939 года.

## Конструкция и тактико-технические данные[1]
Базовые тральщики проекта 3 учли опыт строительства и службы тральщиков типа «Клюз» дореволюционной постройки, которые хорошо зарекомендовали себя при тралении. Новый проект имел более эффективное тральное вооружение и усиленную артиллерию. Дополнительно было установлено противолодочное вооружение (глубинные бомбы и бомбосбрасыватели), устройство для приёма и постановки мин. Вместо паровой машины мощностью 500 л. с. применены два дизеля общей мощностью 3000 л. с. Дальность плавания возросла с 400 до 3000 миль.
- Водоизмещение: 500 т.
- Размеры: длина — 62 м, ширина — 7,2 м, осадка — 2,2 м.
- Скорость полного хода: 18 узлов.
- Дальность плавания: 3000 миль (при скорости 16 узлов).
- Силовая установка: дизельные ДВС, 2х1500 л. с., 2 вала.
- Вооружение: 1х1 100-мм орудие Б-24, 1х1 45-мм орудие 21-К, 1 37-мм орудие, 3х1 12,7-мм пулемёта, 20 бомб, 27 мин, 46 минных защитников, 1 трал Шульца, 1 параван-трал, 1 змейковый трал.
- Экипаж: 56 чел.

## История службы
25 июля 1939 года по общей классификации кораблю дан тактический номер «Т-411» («БТЩ-411»).
С 1 января 1939 по 29 июня 1941 года использовался как опытный корабль при отработке новых систем минного дела. На 22 июня 1941 года находился в Феодосии в распоряжении Научно-исследовательского минно-торпедного института (НИМТИ) в качестве опытового судна, после начала Великой Отечественной войны вновь переклассифицирован в тральщик.
В июле 1941 года тральщик перешел в Батуми, где осуществлял эскортирование судов на коммуникациях побережья Кавказа.
Участвовал в обороне Одессы и Севастополя.
1 и 3 декабря 1941 года тральщик обстреливал позиции противника в районе Балаклавы, а 28 декабря, стоя на якоре в Севастопольской бухте вел огонь по наступающим немецким войскам.
В конце декабря 1941 — начале января 1942 года принимал участие в Керченско-Феодосийской десантной операции в составе охранения 1-го отряда транспортов десанта в порту Феодосии.
В мае-июне 1942 года тральщик конвоировал транспорты с пополнением в Севастополь. 10 мая 1942 года он поддерживал артиллерийским огнем обороняющиеся войска под Севастополем. 10 июня сопровождал транспорт «Абхазия» с пополнением в Севастополь, транспорт был потоплен авиаций противника. 11 июня при стоянке в Севастопольской бухте зенитчики «Защитника» сбили один Me-109.
4-25 июня тральщик доставил в Севастополь подкрепления и вывез до 250 раненых в Туапсе. 1 июля 1942 года БТЩ-411 «Защитник» и БТЩ-410 «Взрыв» были направлены к берегам Крыма. 2 июля в районе 35-й береговой батареи тральщики приняли 700 человек и доставили их в Новороссийск. Тральщики стали последними надводными кораблями, прорвавшимися в Севастополь.
19 июля 1942 года заменен бортовой номер на «14».
«Защитник» участвовал в набеговой операции на Феодосию. Выйдя из Новороссийска совместно с БТЩ-407 «Мина» и двумя катерами МО ночью с 30 на 31 июля он выпустил по берегу 90 100-мм и 26 45-мм снарядов. По тральщикам открыли огонь три батареи противника, корабли отошли не получив повреждений.
15-16 августа 1942 года тральщик буксировал поврежденный авиацией транспорт «Львов» от Сухуми в Поти.
4 сентября «Защитник» эвакуировал части Керченской ВМБ с Таманского полуострова, а 5 сентября части Анапского сектора береговой обороны. В сентябре — ноябре тральщик конвоировал транспорты между портами Кавказа.
В феврале 1943 года корабль участвовал в высадке десанта в районе Южной Озерейки. 3 февраля в 19.40 в составе отряда высадочных средств «Защитник» вышел из Геленджика, ведя на буксире болиндер № 6 с танками. В море была волна 3 балла. У тральщика трижды рвался буксир, к тому же он столкнулся с катером МО. «Защитник» отстал от отряда и следовал самостоятельно. В 10 кабельтовых от берега болиндер был передан буксиру «СП-19», который повел его далее. С 5 по 25 февраля «Защитник» перебросил 2290 бойцов и командиров из Геленджика в Станичку, на Малую землю.
За проявленную личным составом отвагу, стойкость, мужество и героизм приказом наркома ВМФ 1 марта 1943 года № 80 экипаж базового тральщика «Защитник» был удостоен гвардейского звания.

### Гибель
15 мая 1943 года тральщик вышел из Туапсе для усиления конвоя транспорта «Стахановец». На траверзе Нового Афона в 20 милях к западу от сухумского маяка он был атакован немецкой подводной лодкой «U-24» (командир обер-лейтенант Петерсен). В 15.22 взрывом торпеды корма корабля была оторвана, переборка в машинном отделении не выдержала и набрав воды в 15 ч. 45 мин. тральщик затонул. Всего удалось спасти 32 человека — более половины экипажа.

## Командиры корабля
- старший лейтенант, с 1943 года капитан-лейтенант В. Н. Михайлов[3].

## Память
Имя тральщика увековечено на «Мемориале героической обороны Севастополя 1941—1942 гг.», сооруженном на площади Нахимова в Севастополе в 1967 году.